# Rio do Peixe (Santa Catarina)
Pour les articles homonymes, voir Rio do Peixe.
 (juillet 2014).
Si vous disposez d'ouvrages ou d'articles de référence ou si vous connaissez des sites web de qualité traitant du thème abordé ici, merci de compléter l'article en donnant les références utiles à sa vérifiabilité et en les liant à la section « Notes et références ».
Le rio do Peixe  est une rivière brésilienne de l'État de Santa Catarina.

## Géographie
Il nait dans la municipalité de Caçador, dans le district de Presidente Pena pour aller se jeter dans le rio Pelotas, aussi nommé río Uruguay depuis sa jonction avec le rio Canoas. Il tire son nom de la grande quantité de poissons que l'on trouvait dans ses eaux.
En plus de Caçador, il traverse également les municipalités Videira, Joaçaba, Capinzal et Piratuba.
Sur sa rive droite se trouve la voie ferrée historique qui relie les États de São Paulo et du Rio Grande do Sul.
Il est aujourd'hui très polluée, notamment du fait des activités agricoles.